# Ioan P. Georgescu
Ioan P. Georgescu (znan tudi kot Pion Georgescu), romunski general, * 1884, † 1956.